# Шамбор (замок)
Замок Шамбо́р  (фр. Château de Chambord) — найбільший замок на Луарі. Зведений за наказом короля Франциска І, який бажав бути ближче до своєї коханої — графині Турі, що проживала поруч. Шедевр Відродження розташований на схід від Блуа, домінує над усією місцевістю. Одні вважають, що своєю пишністю Шамбор поступається лише Версалю, інші заперечують, говорячи, що задум і розмах палацу на Луарі затьмарює паризьку резиденцію Бурбонів.

## Історія створення
Шамбор мав свідчити про могутність монархів, тому Франциск І, плануючи будівництво, не скупився грішми. В нього були фінансові проблеми, про що яскраво свідчить той факт, що король не міг внести викуп за двох синів, які залишились в полоні в Іспанії. Сам він був змушений користуватися майном церкви і сріблом підлеглих, але в будівництві замку, що тривало 15 років, було задіяно близько 2 тисяч робітників. Особливу увагу король приділяв спорудженню навколо замку міцного муру периметром 32 км і заввишки 2,5 м. Спочатку Шамбор був мисливським маєтком, базою для поїздок в ліси Солоні. В 1519 році Франциск І вирішив знести первинну споруду і на її місці звести ренесансний палац. Скоріше за все, проєкт замку виконав Леонардо да Вінчі, якого монарх, шанувальник італійського Відродження, запросив до двору трьома роками раніше. Мабуть, не пізніше 1537 року роботи завершились — споруда перетворилася на чарівний замок. Тоді тут з'явився донжон — міцна башта всередині замкового муру — з його довколишніми терасами. Італійському генію приписують також проєкт двох відокремлених спіралеподібних сходів у донжоні, що відділяються одні від одних для того, щоб люди, що входять і ті, що виходять, не заважали один одному.
Спочатку Франциск І хотів змінити русло Луари, щоб змусити її текти перед Шамбором. Однак замість цього проєкту втілили менш амбіційний — будівельники змінили русло найближчої до замку річки Клоссон, після чого вона наповнила рів навколо будівлі. Король дочекався завершення свого власного павільйону з прилеглою до нього двоповерховою галереєю в північно-східній частині комплексу, але користувався ним не дуже часто — за 32 роки свого правління (1515—1547) він провів у Шамборі всього 42 дні. Будівництво величезної споруди, що нараховувала 440 кімнат, 365 камінів, 14 великих і 70 маленьких сходів, закінчив лише Людовік XIV у 1685 році. Він, навпаки, багато разів приїздив до Шамбора. Сам Король-сонце неодноразово бував тут: по-перше, він дуже любив мисливство, для чого «мисливський двір» на Луарі підходив ідеально, а по-друге, він хотів повернути самій резиденції блискучий стиль часів свого далекого попередника. Король проводив тут бали, ставив опери та п'єси Мольєра. Його покої — найбільші у всьому замку. Завдяки його наступникові, Людовіку XV, замок перейшов до рук польського короля-вигнанця Станіслава Лещинського (тестя французького монарха). Новий господар поспішив внести деякі вдосконалення — наприклад, щоб не було холодних протягів, він наказав засипати рів, що оточував замок. Останній володар Шамбора, Моріс Саксонський, переможець англійців у битві під Фонтенуа в 1745 році, поселив у замку свою коханку-акторку і два кавалерійських загони, що за їхніми потішними боями він спостерігав з замкових терас.

## Архітектура

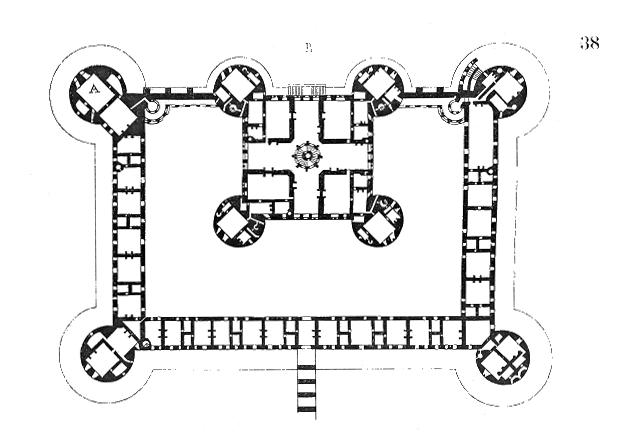
План замку Шамбор

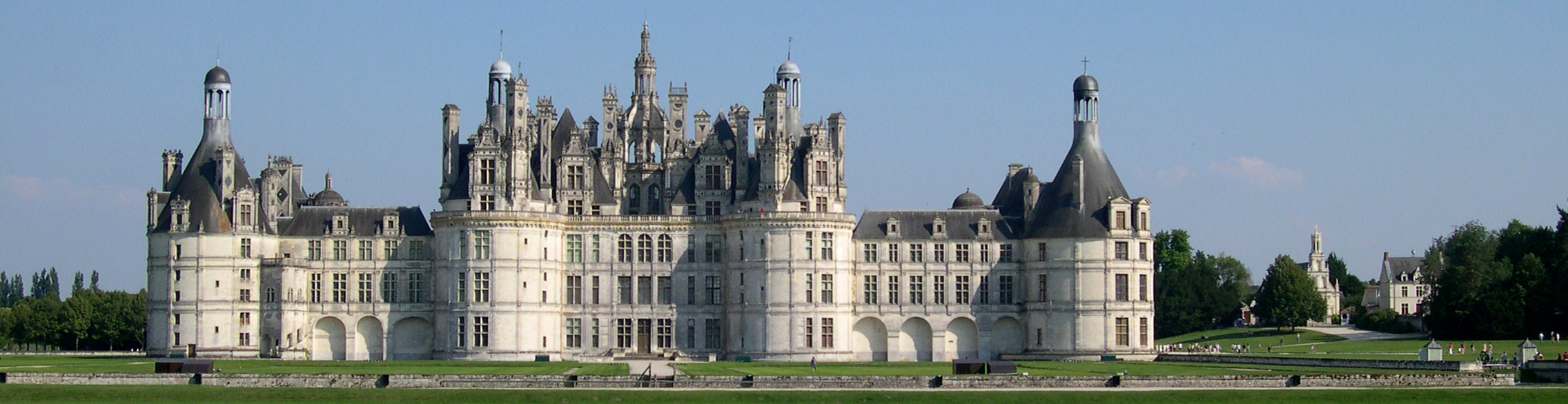
Королівський замок Шамбор XVI століття

Архітектура Шамбора — ефектне поєднання стилів. Багаті прикраси витримані в дусі раннього італійського Відродження, тоді як весь силует споруди нагадує про готику. Враження, що справляє замок, можна порівняти з враженням від індійського Тадж-Махала: поєднання симетричних башт, камінних ліхтарів, балконів та камінних труб утворює гармонійне ціле — щось на зразок східного міста в мініатюрі.
Довжина фасаду 156 м, ширина 117 м, в замку 426 кімнат, 77 сходів, 282 каміни і 800 скульптурно прикрашених капітелей.
Ім'я архітектора невідоме, але дослідження доводять участь у проєкті Леонардо да Вінчі, що був у той час архітектором при дворі короля Франциска I, але помер за кілька місяців до початку будівництва, а також участь Доменіко да Кортона, званого Боккадор.
План замку намальований навколо центрального об'єкта, названого «донжоном», тому що, хоч він і не призначався ніколи для відбиття атак, але побудований за зразком укріплених замків Середньовіччя. Всередині донжону знаходяться 5 житлових поверхів. На кожному поверсі по 4 квадратних і 4 круглих приміщення; чотири коридори між приміщеннями, як наче з чотирьох сторін світу, ведуть до подвійних сходів у центрі. Король Франциск I згодом розширив замок та квартирував в просторіших приміщеннях східного крила. У західному крилі побудували каплицю, що її закінчив Жан ле Гумбль (Jean le Humble). Подібне розташування каплиці і королівських покоїв було незвичним для того часу: поставивши себе в напрямку Єрусалима, король хотів показати себе правителем духовної влади у своєму королівстві.
Подейкували, що Франциск I зі своїм другом Жаном ле Гумблем хотіли навіть змінити русло течії Луари, щоб вона текла прямо перед замком, але відмовилися від такої ідеї.
Подвійні, двозахідні гвинтові сходи в самому центрі замку якнайкраще передають творчий стиль Леонардо да Вінчі. Двозахідні — з двох сходів спіраллю, повертаючись в одному і тому ж напрямку, але жодного разу не перетинаючись, так щоб ті, хто спускалися могли уникнути зустрічі з тими, хто піднімався їм назустріч і навпаки. Цими монументальними сходами з різьбленим орнаментом можна піднятися на велику терасу, також задуману Леонардо, помилуватися на димарі і капітелі даху і обійти донжон по периметру. Над сходами піднімається маякова башта, яку видно і всередині будівлі з нижніх поверхів. Вона підноситься над усіма камінними трубами, досягаючи висоти 32 м, на самому верху не звичний хрест, а королівська лілія.
Другий поверх також примітний своїми склепіннями, прикрашеними емблемою короля (монограма F, увінчана короною, і Саламандра) у супроводі поровозка і вузлика — емблеми його матері Луїзи Савойської. Деякі монограми сходів на рівні терас виконані догори ногами, — «щоб Бог з висоти неба бачив королівську міць»!

## Галерея

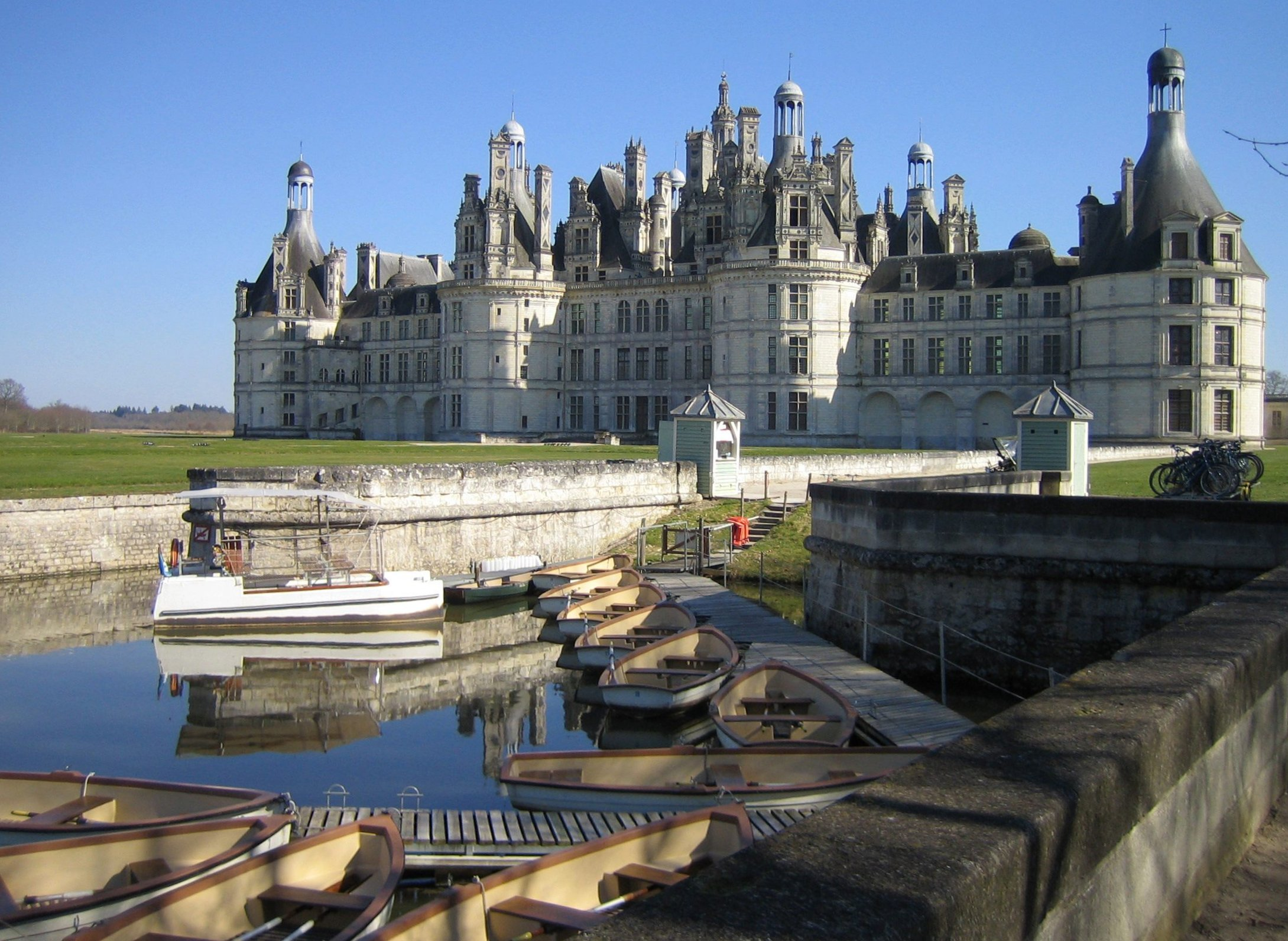
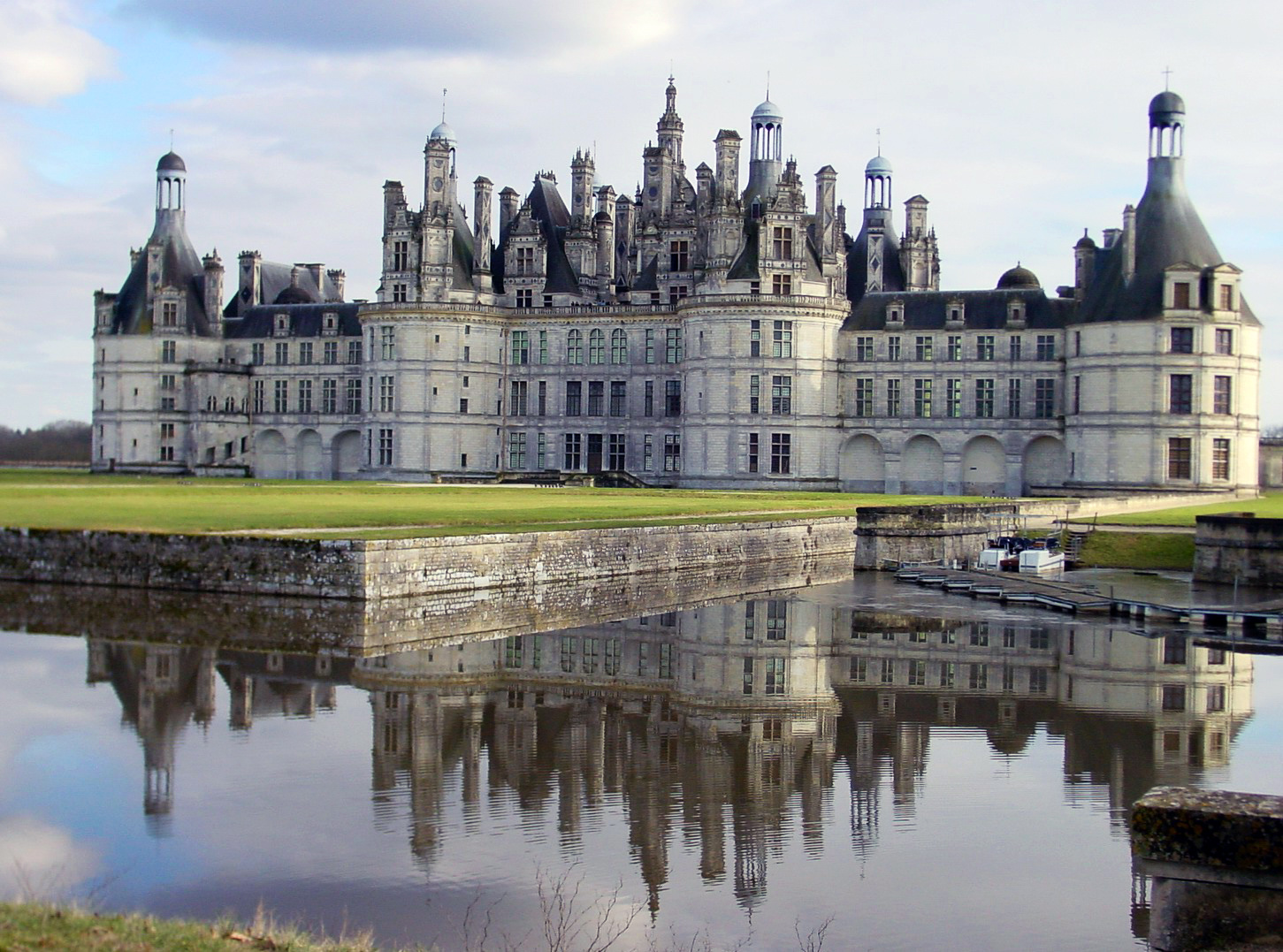
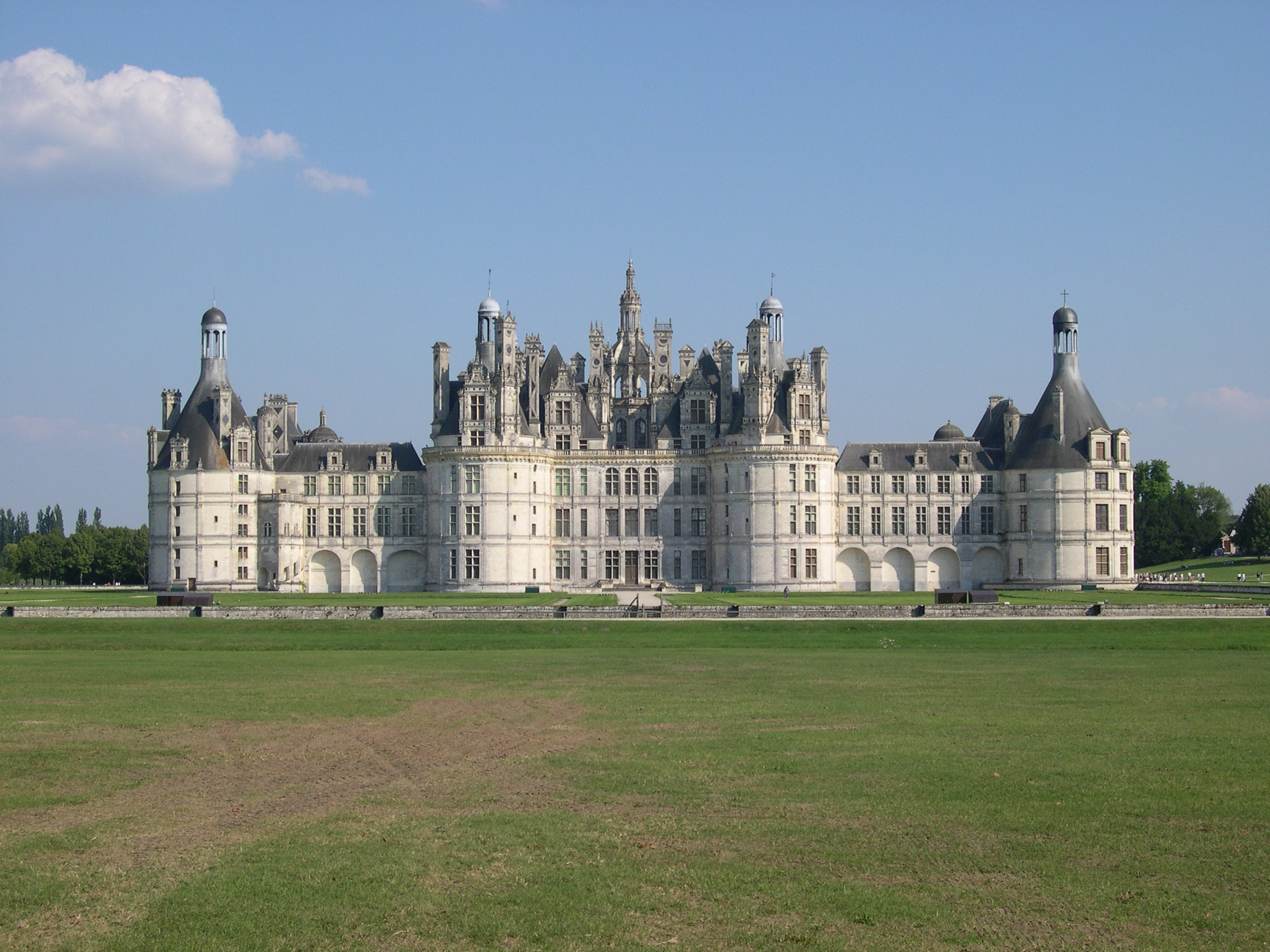
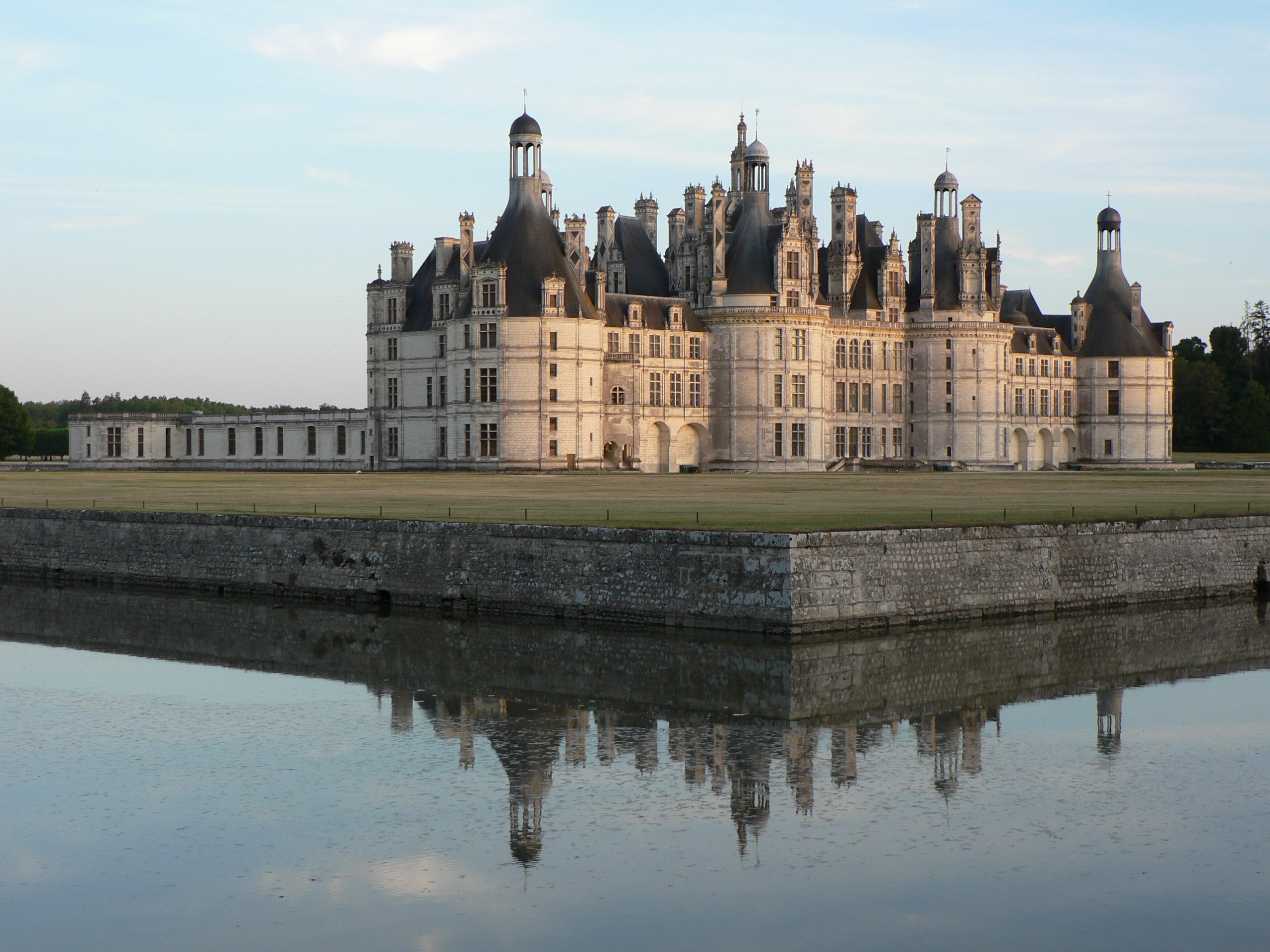
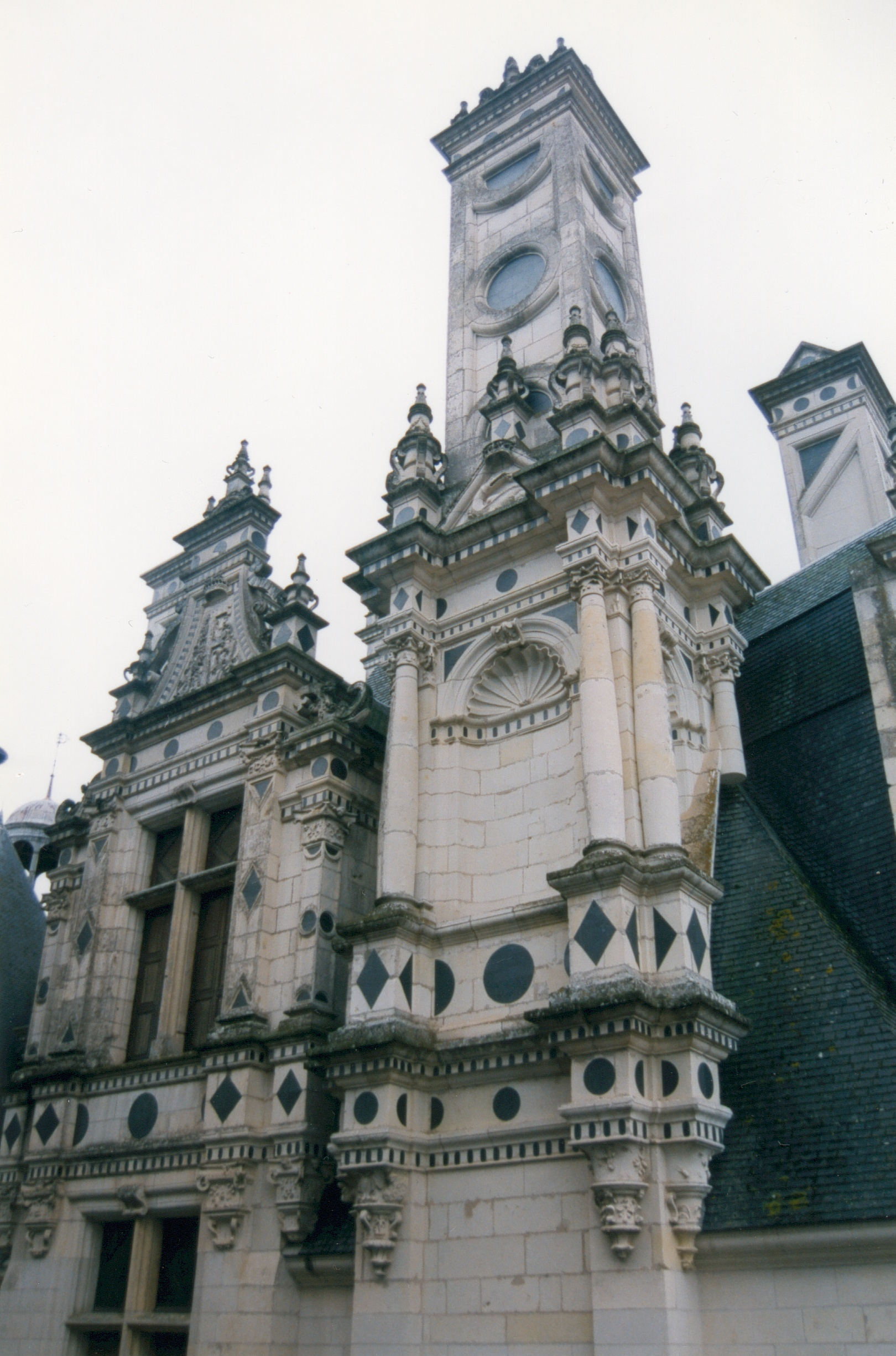
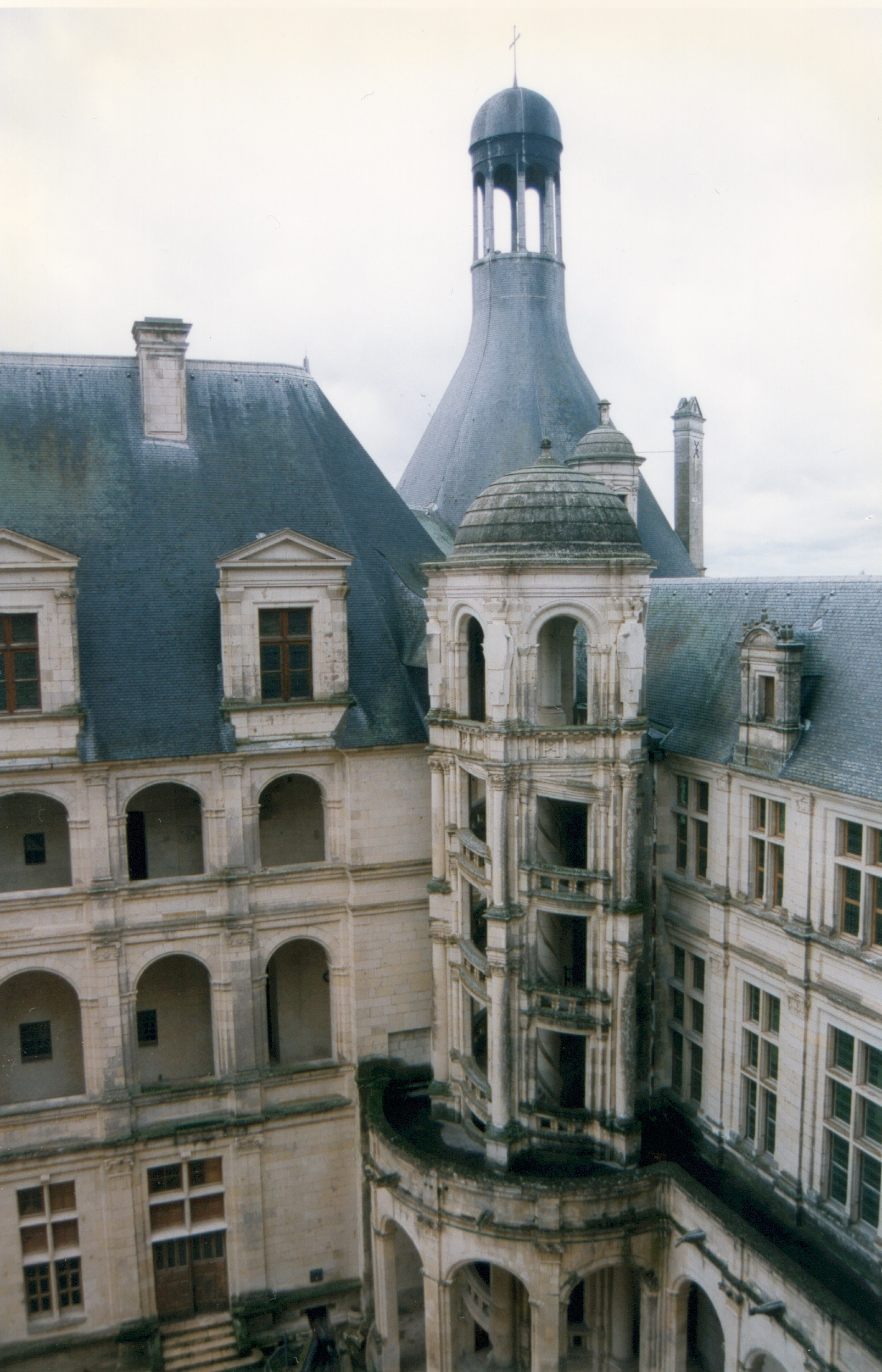
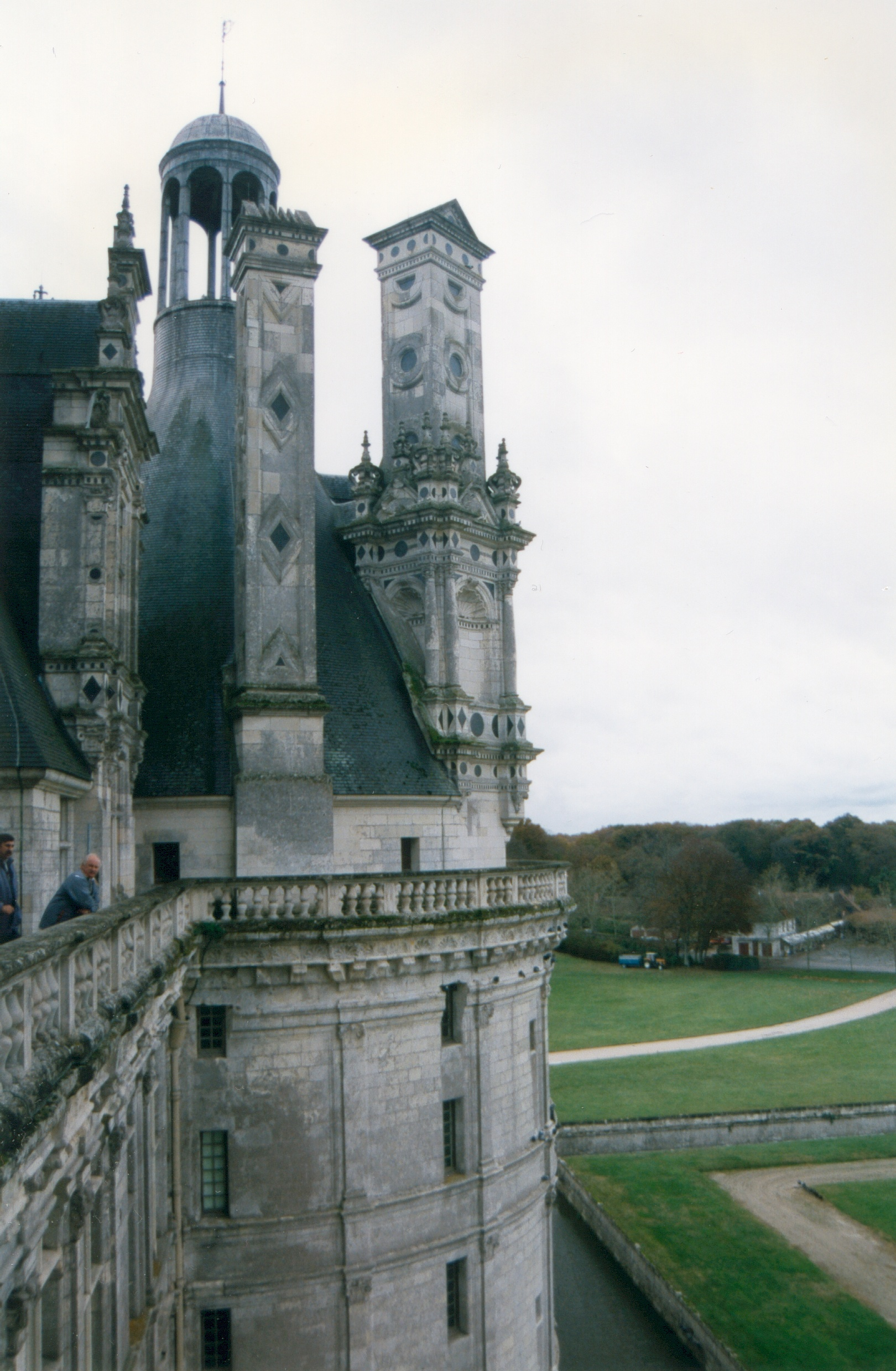
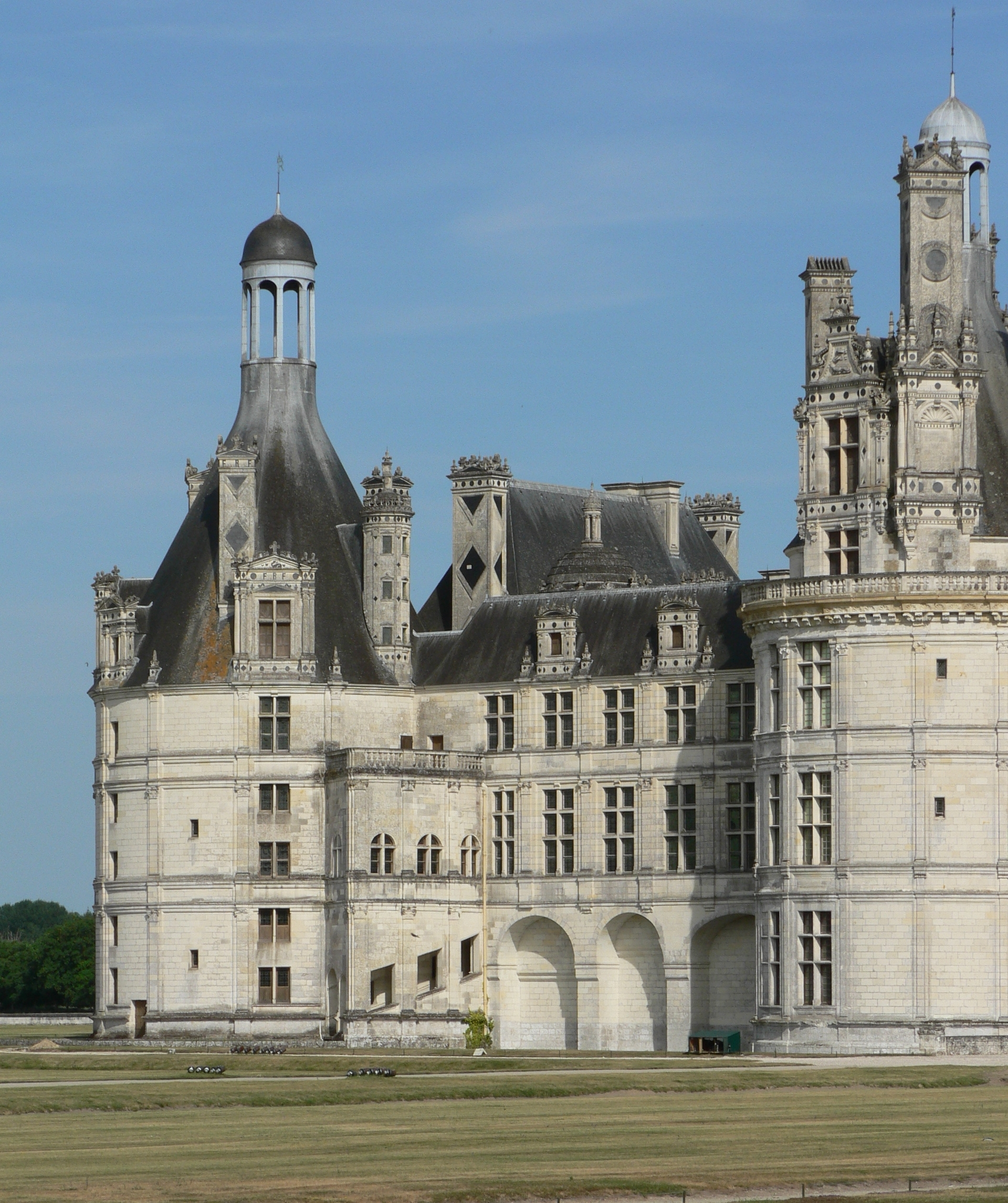
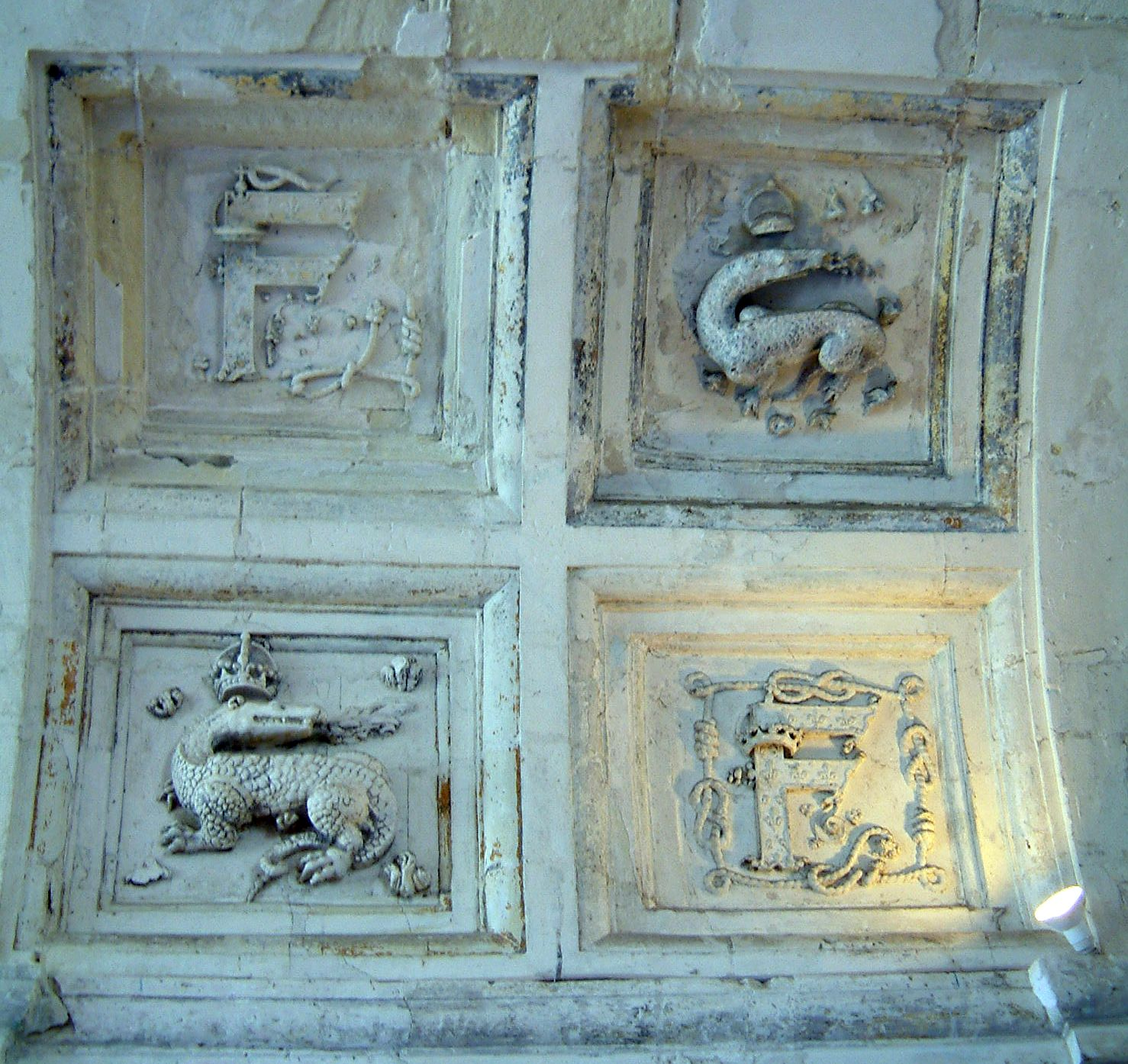
Саламандра, емблема короля Франциска I

## Посилання

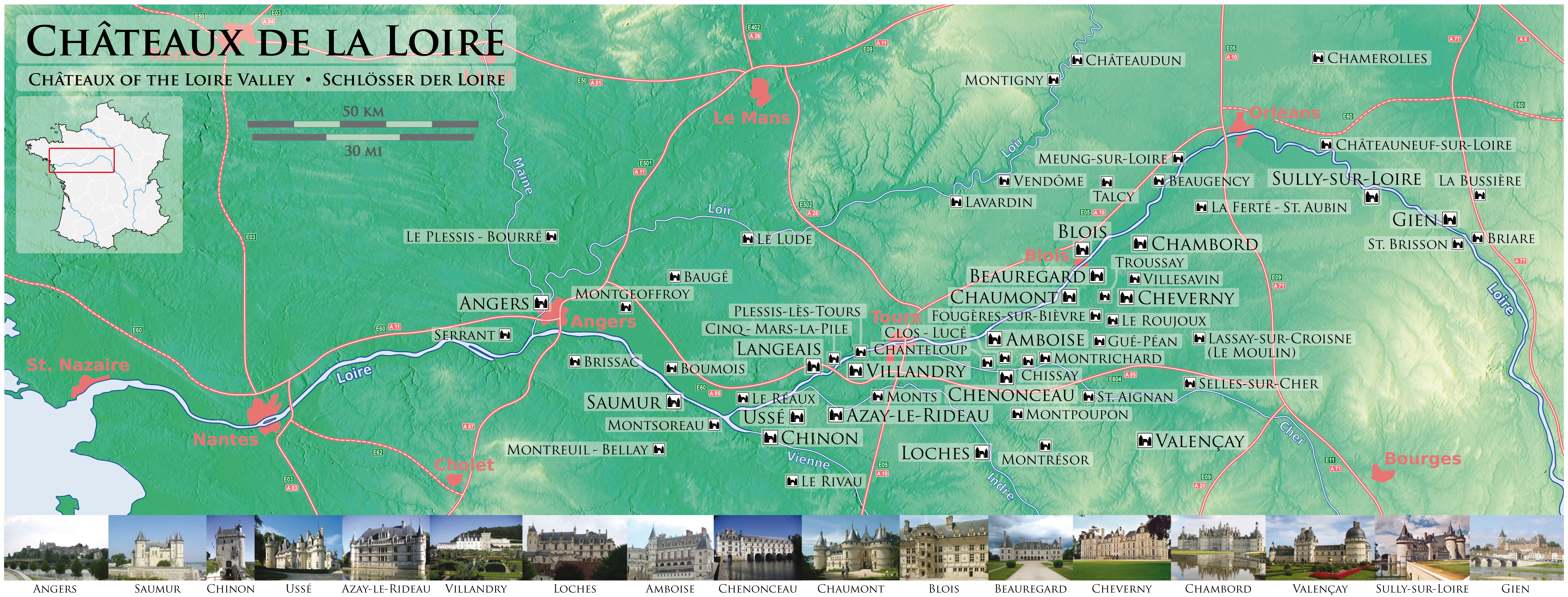